# R–17 Móka
Az R–17 Móka Rubik Ernő által tervezett és 1944-ben épített műrepülő vitorlázógép. Az első prototípus a második világháborúban megsemmisült. A háború után újratervezték és további példányokat építettek R–17b jelzéssel. Az egyik protoípus balesete miatt nem került sor a sorozatgyártására. A gép korlátlanul műrepülhető volt, csörléssel és vontatással egyaránt lehetett indtani.

## Története
Rubik az 1940-es évek elején kezdte el az első magyar műrepülő vitorlázógép tervezését. A gép megtervezését az 1937-ben megjelent Habicht inspirálta, amely abban az időben  mint az első korlátlanul műrepülhető vitorlázó repülőgép, irányt szabott a fejlesztéseknek. Habár az R–17 Móka főbb vonalaiban hasonlított a Habichtra, a gép önálló konstrukció volt. A tervezésben Rubik mellett részt vett Antonio de leon, Csucsy ferenc. Lothrigel Attila és Stolte János. A tervezésnél a fő szempont a műrepülés követelményeinek megfelelő nagy szilárdságú konstrukció kialakítása volt. Ezt szolgálta a szárny kialakítása is, amely átmenő kialakítású volt, azaz a szárny egy egységet képezett és úgy csatlakozott a törzshöz.
A gép terveit 1943 elején benyújtották jóváhagyásra a Honvédelmi Minisztérium 31. osztályához jóváhagyásra, ahonnan véleményezésre a Repülő Műszaki Intézethez (RMI) küldték azokat. Az RMI javasolta, hogy a gép csűrőit és magassági kormányát teljes tömegkiegyenlítéssel kell ellátni.
1944 januárjában jóváhagyták a gép terveit. Az építés befejezése  után a HA-7001 lajstromjelű prototípus berepülésére 1944 tavaszán került sor.  A gyári berepülések után a gép a Honvéd Repülőkísérleti Intézethez került további tesztek elvégzése céljából.

## Műszaki adatok

### Geometriai méretek és tömegadatok
- Hossz: 6,5 m
- Fesztáv: 13,0 m
- Magasság:  1,00 m
- Szárnyfelület: 16,00 m²
- Szárny oldalviszonya: 10,50
- Szerkezeti tömeg: 250 kg
- Felszálló tömeg: 350 kg
- Hasznos terhelés: 100 kg
- Szárny felületi terhelése: 21,90 kg/m²

### Repülési és teljesítményadatok
- Legjobb siklószám: 22
- Legkisebb merülési sebesség: 0,88 m/s (74 km/h-nál)
- Megengedett legnagyobb sebesség: 360 km/h
- Optimális sebesség:[1] 93 km/h
- Optimális sebességhez tartozó merülősebesség: 1 m/s
- Legkisebb sebesség: 65 km/h